# Ronan O’Gara
Ronan John Ross O’Gara (ur. 7 marca 1977 w San Diego) – irlandzki rugbysta występujący na pozycji łącznika ataku w Munster oraz w irlandzkiej drużynie narodowej. Jest rekordzistą drużyny Irlandii w liczbie zdobytych punktów; zdobył także najwięcej punktów w historii w rozgrywkach Pucharu Heinekena.

## Życiorys
Urodził się w San Diego, gdzie jego ojciec, Fergal, pracował jako profesor mikrobiologii. Fergal O’Gara sam grał w rugby na pozycji skrzydłowego dla klubu UCG w Connacht. Ronan O’Gara uczęszczał do Presentation Brothers College w Cork. W 1994 zdobył Junior Cup, a rok później Senior Cup. Studiował następnie na University College Cork, w barwach którego zwyciężył w 1996 w All-Ireland Under-20. W 1999 poprowadził Cork Constitution do zwycięstwa w All-Ireland League. W tym samym roku ukończył college uzyskując tytuł B.A. i Master's degree w dziedzinie business economics.
W drużynie narodowej debiutował 19 lutego 2000 w meczu ze Szkocją na Lansdowne Road w ramach Pucharu Sześciu Narodów. Zaliczył wtedy 10 punktów (wykorzystał 2 karne i 2 podwyższenia). Z zespołem Irlandii zdobył w 2009 Puchar Sześciu Narodów i dodatkowo Wielkiego Szlema kopiąc dropgola na pięć minut przed końcem decydującego spotkania.
Uczestnik Pucharu Świata w 2003, 2007 i 2011. Zdobywca największej ilości punktów w Pucharze Sześciu Narodów w 2005, 2006 i 2007. Trzykrotnie był uczestnikiem tournée British and Irish Lions.
Z Munster zwyciężył w rozgrywkach Magners League w sezonie 2002/2003, 2008/2009 i 2010/2011, zdobył również Puchar Heinekena w sezonie 2005/2006 i 2007/2008 (był jeszcze dwukrotnie finalistą tych rozgrywek w sezonie 1999/2000 i 2001/2002).
6 lipca 2006 poślubił swoją długoletnią przyjaciółkę Jessicę Daly. 11 października 2008 przyszły na świat bliźniaki – Rory i Molly. 30 czerwca 2010 urodził się im kolejny syn.
9 października 2008 została wydana jego autobiografia (współautorem był Denis Walsh) – Ronan O'Gara: My Autobiography.
W 2018 został wprowadzony do World Rugby Hall of Fame.
Po przegranej z rywalami Toulouse w finale European Rugby Champions Cup 2020–21, O'Gara poprowadził La Rochelle do pierwszego wielkiego pucharu, kiedy pokonali Leinster 24–21 w finale Pucharu Mistrzów 2021–22 28 maja 2022 roku.